# Élection à la direction du Parti conservateur britannique de 1990
L'élection à la direction du Parti conservateur de 1990 a eu lieu entre le 20 novembre 1990 et le 27 novembre 1990 pour élire le chef du Parti conservateur. 
La Poll tax, mis en place sous le mandat de Thatcher apparaît comme très impopulaire et conduit à de nombreuses émeutes, ainsi qu'à une percée des travaillistes dans les sondages. Aussi son euroscepticisme est critiqué au sein du parti. L'économie britannique commence à connaître un essoufflement. En effet, la récession arrive avec une inflation élevée. La Communauté européenne pousse le Royaume-Uni vers plus d'intégration. Le plus ancien ministre de la dame de fer, Geoffrey Howe démissionne et critique la politique européenne de Thatcher à la Chambre des communes. L'ancien Secrétaire d'État à l'Environnement et ancien Secrétaire d'État à la Défense, Michael Heseltine conteste alors la première ministre en annonçant sa candidature au poste de chef du parti.
Margaret Thatcher arrive en tête avec 204 voix contre 152 à Michael Heseltine et 16 abstentions. Toutefois, Thatcher n'est pas réélue bien qu'elle ait obtenu la majorité absolue des suffrages car les règles du parti imposent que le candidat en tête ait plus de 15 % d'avance sur le deuxième candidat pour être élu au 1er tour. Il manque ainsi 4 voix à la première ministre. Un second tour est donc nécessaire. Thatcher annonce dans un premier temps, sa volonté de poursuivre sa campagne. Dans un second temps, elle y renonce après des consultations au sein du parti. 
Lors du second tour, John Major rate l'élection à deux voix près. Cependant, les deux personnalités qualifiées pour le troisième tour, Michael Heseltine et Douglas Hurd se retirent permettant à Major de devenir le nouveau chef du parti et dans la mesure où le parti est majoritaire à la chambre des communes, de devenir également premier ministre.

## Résultats
| Candidats         | Candidats         | Vote des députés     | Vote des députés     | Vote des députés    | Vote des députés    | Vote des députés            | Vote des députés            |
| Candidats         | Candidats         | 1er tour 20 novembre | 1er tour 20 novembre | 2e tour 27 novembre | 2e tour 27 novembre | 3e tour 29 novembre (prévu) | 3e tour 29 novembre (prévu) |
| Candidats         | Candidats         | Votes                | %                    | Votes               | %                   | Votes                       | %                           |
| ----------------- | ----------------- | -------------------- | -------------------- | ------------------- | ------------------- | --------------------------- | --------------------------- |
|                   | Margaret Thatcher | 204                  | 54,8                 | Retrait             | Retrait             | Retrait                     | Retrait                     |
| Michael Heseltine | 152               | 40,9                 | 131                  | 35,2                | Retrait             | Retrait                     |                             |
| John Major        | Pas candidat      | Pas candidat         | 185                  | 49,7                | Élu                 | Élu                         |                             |
| Douglas Hurd      | Pas candidat      | Pas candidat         | 56                   | 15,1                | Retrait             | Retrait                     |                             |
|                   | Abstention        | 16                   | 4,3                  |                     |                     |                             |                             |
| Total             | Total             | 372                  | 100                  | 372                 | 100                 |                             |                             |